# أليكس فورسيث (لاعب كرة قدم)
أليكس فورسيث (بالإنجليزية: Alex Forsyth) (5 فبراير 1952 بغلاسكو في المملكة المتحدة - ) هو لاعب كرة قدم بريطاني في مركز الظهير. شارك مع منتخب اسكتلندا تحت 21 سنة لكرة القدم ومنتخب اسكتلندا لكرة القدم. أما مع النوادي، فقد لعب مع كوين أوف ساوث ومانشستر يونايتد ونادي أرسنال ونادي بارتيك ثيسل ونادي رينجرز ونادي ماذرويل وهاميلتون أكاديميكال وBlantyre Victoria F.C. ‏ ورابطة كرة القدم الاسكتلندية الحادية عشر ‏.

## مسيرته الكروية
لعب أليكس فورسيث خلال مسيرته الاحترافية مع 6 أندية في سبعة عشر موسمًا وسجل خلالها 22 هدفًا ضمن 253 مباراة. حيث فاز في ثلاثة مواسم بالكأس ولم يفز بأي دوري.
خاض أليكس فورسيث مسيرته مع نادي بارتيك ثيسل في موسم 1970–71 واستمر معه طيلة ثلاثة مواسم، مشاركًا في 43 مباراة سجل خلالها 4 أهداف. ثم انتقل إلى نادي مانشستر يونايتد في موسم 1972–73 ليلعب معه ستة مواسم، حيث شارك في 101 مباراة سجل خلالها 4 أهداف أيضًا. لينتقل بعدها إلى نادي رينجرز في موسم 1978–79 ليلعب معه أربعة مواسم، مشاركًا في 25 مباراة سجل خلالها 5 أهداف. ثم انتقل إلى نادي ماذرويل في موسم 1982–83 لمدة موسم واحد، مشاركًا في 19 مباراة ولم يسجل أي هدف. هذا وانتقل لاحقًا إلى نادي هاميلتون أكاديميكال في موسم 1983–84 ولمدة موسمين، مشاركًا في 63 مباراة سجل خلالها 9 أهداف. ثم انتقل بعدها إلى نادي كوين أوف ساوث في موسم 1985–86 لمدة موسم واحد، مشاركًا في مباراتين ولم يسجل أي هدف.

## وصلات خارجية
- أليكس فورسيث على موقع الاتحاد الإسكتلندي (الإنجليزية)
- أليكس فورسيث على موقع قاعدة بيانات كرة القدم.إي يو (الإنجليزية)
- أليكس فورسيث على موقع ناشيونال فوتبول تيمز (الإنجليزية)